# Lago di Sapanca
Il lago di Sapanca (in turco Sapanca Gölü) è un lago di acqua dolce di origine tettonica che si trova 12 km a ovest del centro di Sakarya e 27 km a est della città di İzmit. La parte orientale del lago che si estende da est a ovest è all'interno dei confini di Sakarya e la parte occidentale si trova all'interno dei confini della provincia di Kocaeli. La regione del lago si trova sul corridoio Izmit-Sapanca, che si trova tra i monti Samanli a sud, e le strutture morfotettoniche chiamate Penepleni a nord, e che sono limitate da segmenti del ramo settentrionale della Faglia Nord Anatolica. Questo corridoio durante il periodo neotettonico si sviluppò come bacino di controllo-separazione. La frattura superficiale del terremoto del 17 agosto 1999 è entrata nel lago di Sapanca dal confine sud-orientale e, dopo aver fatto un salto a destra nel lago di ~ 600 m, è emersa dal bordo nord-occidentale del lago. Questo rimbalzo ha controllato il collasso del lago nel lungo periodo.

## Proprietà fisiche

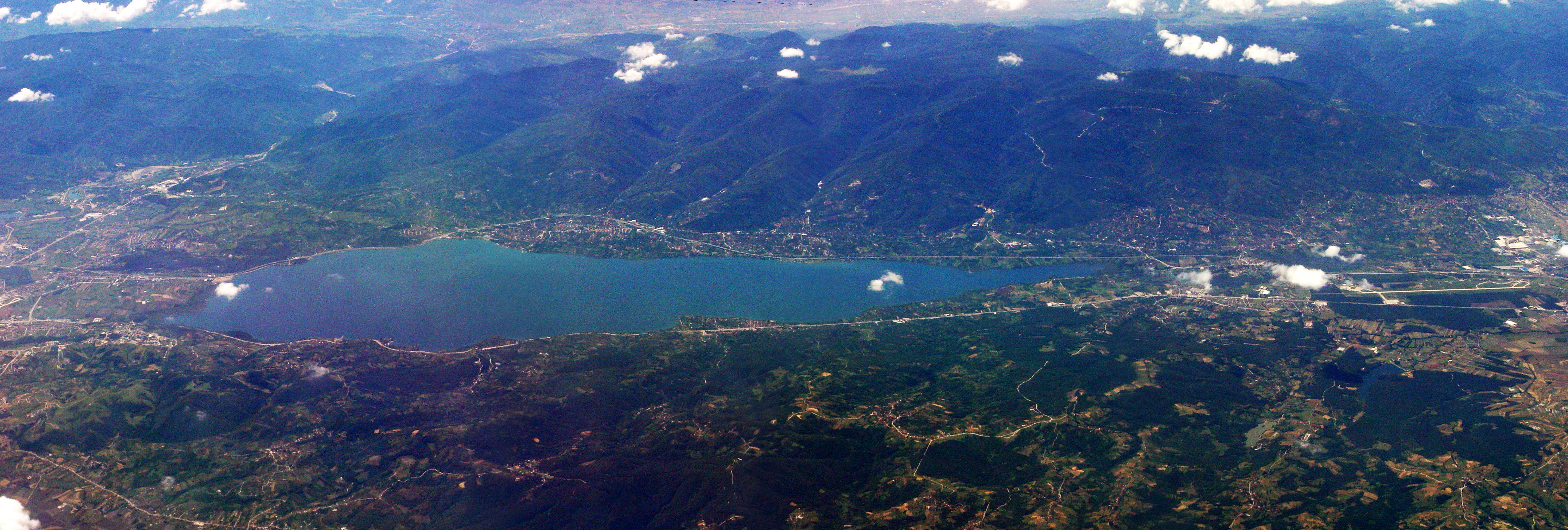
Veduta aerea del lago di Sapanca da nord nel giugno 2012

La lunghezza del lago, che si trova a 33 m sul livello del mare, tra il fiume Sakarya a est e la baia di Izmit a ovest, è di 16 km in direzione est-ovest e 5 km in direzione nord-sud. La superficie media del lago è di 46,9 km² e l'area del bacino idrico è di 296 km². La profondità massima è di 53 m. il fondo del lago si solleva verso nord-est e ovest, ed è circondato da pareti ripide a nord, sud e sud-est. Il volume del lago di Sapanca è di 1,7 km³. La profondità media è di 36 m. Il livello del lago è di 33 m sul livello del mare. Il punto più profondo del bacino si trova a 28 m sotto il livello del mare. È stato determinato che i terremoti hanno un effetto nel cambiamento del livello del lago. si stima che il più grande cambiamento di livello sia avvenuto dopo il terremoto di Mudurnu del 1967. Dall'acqua in eccesso del lago nasce all'estremità orientale del bacino il Çark Suyu. Il torrente Çark si getta nel fiume Sakarya nelle vicinanze del villaggio di Ferizli Seyifler. Le acque del lago di Sapanca sono controllate da una chiusa e rilasciate nel Çark Suyu, e il livello dell'acqua del lago oscilla tra 29,90 m e 31,50 m.

## Immissari del lago
Il lago di Sapanca viene alimentato da sorgenti da cui nascono piccoli torrenti che scendono dalle montagne. Da est a ovest i torrenti del lato sud sono: Arifiye, Keçi (Kuruçeşme), İstanbul, Mahmudiye, Kurtköy, Yanık, Kuruçay e quelli della parte settentrionale delle sono Cehennem, Aygır, Altıkuruş, Çakalöldü Maden, Kuru, Liman, Eşme, Fındık, Tuzla, Çiftepınar, Balıkhane. A causa del fatto che i torrenti con regime di flusso elevato hanno sedimenti a grana grossa, il Servizio Idraulico statale  ("DSI") ha costruito dighe inverse per impedire il riempimento del letto del lago. Oltre a questi torrenti, sorgenti sul fondo nel lago alimentano continuamente il lago. Stazioni di osservazione aperte dal DSI e dall'EIEI (Servizio di amministrazione e sviluppo dell'elettricità) monitorano il cambiamento del livello dell'acqua e il flusso del lago. Secondo le misurazioni effettuate dall'EIEI, il livello dell'acqua sale in inverno e nei mesi primaverili e diminuisce verso l'autunno. Tra i due livelli si vede una differenza 70–90 cm, a volte di 120–130 cm. L'autostrada E-5 (D-100) corre lungo la costa nord del lago, mentre l'autostrada TEM e la ferrovia costeggiano il suo lato meridionale.

## Avifauna
Nelle osservazioni fatte durante tutto l'anno intorno al lago da 12 squadre di volontari, sono state identificate 69 specie di uccelli appartenenti a 28 famiglie. Ventinove di queste specie sono specie autoctone osservate in tutte le stagioni, 23 sono migranti estivi, 12 sono migranti invernali e 5 migranti in transito. La maggior parte delle specie sono state contate in aprile con 42, la minor parte in marzo con 26. La moretta tabaccata vista nella zona è nello stato NT (quasi sotto minaccia), il gobbo rugginoso è nello stato EN (pericolo di estinzione nella vita naturale). Le restanti specie non sono minacciate (LC). L'area è considerata un importante ecosistema acquatico. Il numero più alto di specie è stato osservato in estate e il più alto numero di individui in inverno. La rotta migratoria richiede che molte specie e individui siano ospitati in zone umide di importanza internazionale.

### Specie osservate sulle rive del lago
- Folaga comune (Fulica atra)
- Gobbo rugginoso (Oxyura leucocephala)
- Moretta tabaccata (Aythya nyroca);
- svasso maggiore (Podiceps cristatus)
- Gabbiano del Caspio (Larus cachinnans)
- passero domestico (passer domesticus)
- Tuffetto comune (Tachybaptus ruficollis)
- Cormorano comune (Phalacrocorax carbo)
- Marangone minore (Microcarbo pygmeus)
- Moriglione (Aythya ferina)
- Moretta (Aythya fuligula)
- Falco di palude (Circus aeruginosus)
- Gallinella d'acqua (Gallinula chloropus)
- tortora dal collare (Streptopelia decaocto)
- Tortora della palme (Spilopelia senegalensis)
- rondine comune (Hirundo rustica)
- Rondine rossiccia (Cecropis daurica)
- Cannaiola (Acrocephalus scirpaceus)
- Cannareccione (Acrocephalus arundinaceus)
- Cornacchia (Corvus corone)
- Gazza (Pica)
- Passero mattugio (Passer montanus)
- Cigno reale (Cygnus olor)
- Cavaliere d'Italia (Himantopus himantopus)
- Picchio verde (Picus viridis)
- Airone rosso (Ardea purpurea)
- Codone comune (Anas acuta)
- Mignattaio (Plegadis falcinellus)
- Germano reale (Anas platyrhynchos)
- Lui verde (Phylloscopus sibilatrix)
- Lui piccolo (Phylloscopus collybita)

## Problemi ecologici

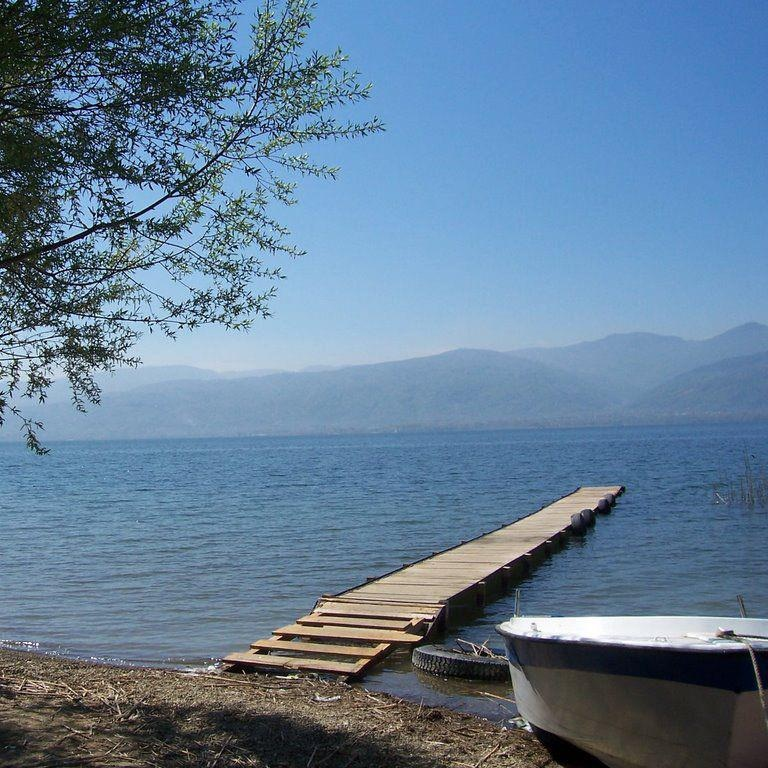
Vista del lago da Aşağıdereköy

Il lago, che soddisfa il fabbisogno del 90% dell'acqua potabile della città di Sakarya, che dà l'acqua potabile a Kocaeli e dal quale la raffineria Tüpras capta l'acqua per uso industriale, è affetto da vari inquinanti. Gli inquinanti della strada D-100 che passa a nord del lago, dell'autoyolu TEM (E80) e della ferrovia che lo lambiscono a sud sono trasportati nel specchio d'acqua insieme alle acque delle precipitazioni. Nel 1997 è stato scoperto che durante la stagione piovosa metalli pesanti e olio lubrificante venivano trasportati insieme con le sostanze solide nel lago per via di terra. Per il trattamento dell'inquinamento causato dalle strade si è raccomandato di utilizzare un metodo naturale, canalizzando le acque piovane direttamente nelle zone umide. Prodotti chimici agricoli, strutture turistiche e oleodotti della NATO sono altri possibili agenti inquinanti della zona.
Le acque domestiche inquinate dagli insediamenti nelle vicinanze del lago e dalle case di villeggiatura in crescita negli ultimi anni vengono depurate. L'incertezza sulla quantità di acqua utilizzata dagli enti che usano l'acqua del lago rende difficile una pianificazione.